# ミドリコンゴウインコ

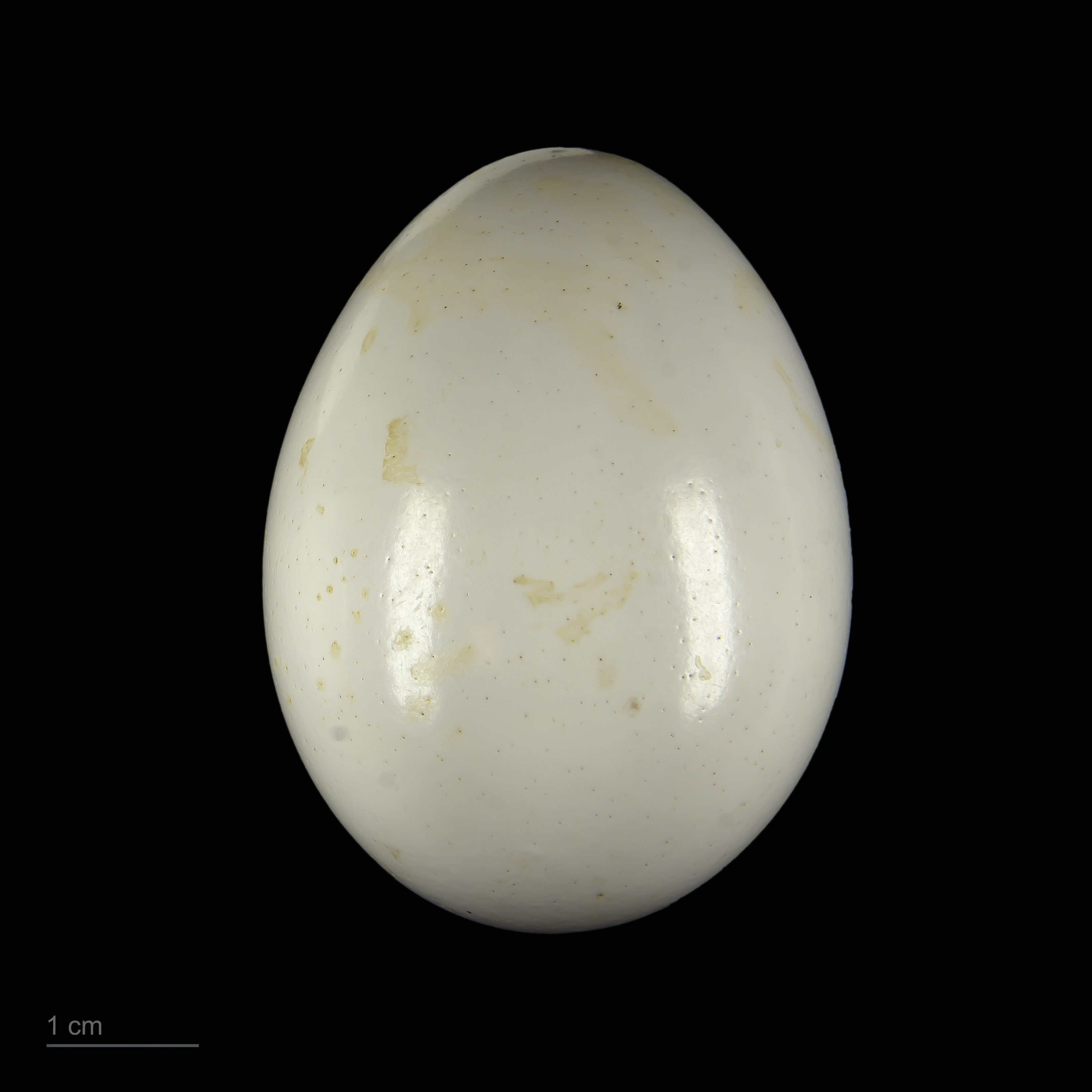
Ara militaris

ミドリコンゴウインコ（緑金剛鸚哥、Ara militaris）は、オウム目インコ科に分類される鳥類。

## 分布
- A. m. boriviana　ボリビアミドリコンゴウインコ

アルゼンチン北部、ボリビア
- A. m. mexicana　メキシコミドリコンゴウインコ

メキシコ
- A. m. militaris　ミドリコンゴウインコ

エクアドル、コロンビア、ベネズエラ、ペルー

## 形態
全長70-71cm。頭部や頸部は青みがかった緑色の羽毛で覆われる。額は赤い羽毛で覆われる。尾羽基部上面（上尾筒）は赤く、尾羽基部下面（下尾筒）は淡青色。尾羽や風切羽の上面は青く、下面は緑がかった黄褐色。
虹彩は淡黄色。眼の周囲が羽毛が無く、ピンク色の皮膚が露出し黒い縞模様が入る。嘴や後肢の色彩は暗灰色。
- A. m. boriviana　ボリビアミドリコンゴウインコ

喉から胸部にかけて不鮮明な褐色の横縞が入る。

## 分類
- Ara militaris boriviana　ボリビアミドリコンゴウインコ
- Ara militaris mexicana　メキシコミドリコンゴウインコ
- Ara militaris militaris　(Linnaeus, 1766)　ミドリコンゴウインコ

## 生態
標高500-2,000mにある乾燥した常緑樹林や落葉広葉樹林に生息する。季節によって湿度の高い森林や標高の低い場所へ移動する。ペアもしくは10羽までの小規模な群れを形成し生活する。昼行性で、夜間は断崖や樹洞などで休む。
食性は植物食で、果実（イチジク、ヤシなど）などを食べる。
繁殖形態は卵生。主に断崖に巣（樹洞やテイオウキツツキの古巣を用いることもある）を作り、1回に2-3個の卵を産む。

## 人間との関係
開発による生息地の破壊、ペット用の乱獲などにより生息数は激減している。グアテマラでは絶滅したが、飼育下で繁殖させた個体を再導入する試みが進められている。